# Пејво (Џорџија)
Пејво (енгл. Pavo) град је у америчкој савезној држави Џорџија. По попису становништва из 2010. у њему је живело 627 становника.

## Демографија
Према попису становништва из 2010. у граду је живело 627 становника, што је 84 (11,8%) становника мање него 2000. године.
| Група             | 2000.       | 2010.       |
| Белци             | 504 (70,9%) | 427 (68,1%) |
| Афроамериканци    | 180 (25,3%) | 170 (27,1%) |
| Азијати           | 5 (0,7%)    | 0 (0,0%)    |
| Хиспаноамериканци | 7 (1,0%)    | 18 (2,9%)   |
| Укупно            | 711         | 627         |